# تیئسکو
تیئسکو (انگلیسی: Teisco)شرکت تجهیزات موسیقی ژاپنی است، که در سال ۱۹۴۶ توسط دوریو ماتسوتا تأسیس شد و هم‌اکنون زیرمجموعه‌ای از شرکت کاوایی می‌باشد.